# Bahnhof Berlin Rathaus Steglitz
Der Bahnhof Berlin Rathaus Steglitz ist ein Haltepunkt der Deutschen Bahn im Berliner Ortsteil Steglitz des Bezirks Steglitz-Zehlendorf, an dem Übergang zum U-Bahnhof Rathaus Steglitz der BVG besteht. Beide Stationen befinden sich schräg gegenüber dem namensgebenden Rathaus Steglitz.
Der heutige S-Bahnhof der Linie S1 an der früheren „Stammbahn“ von Berlin nach Potsdam (spätere Strecke Berlin–Magdeburg) ist einer der ältesten Bahnhöfe in Berlin und mit Unterbrechungen bereits seit 1839 in Betrieb.

## S-Bahnhof

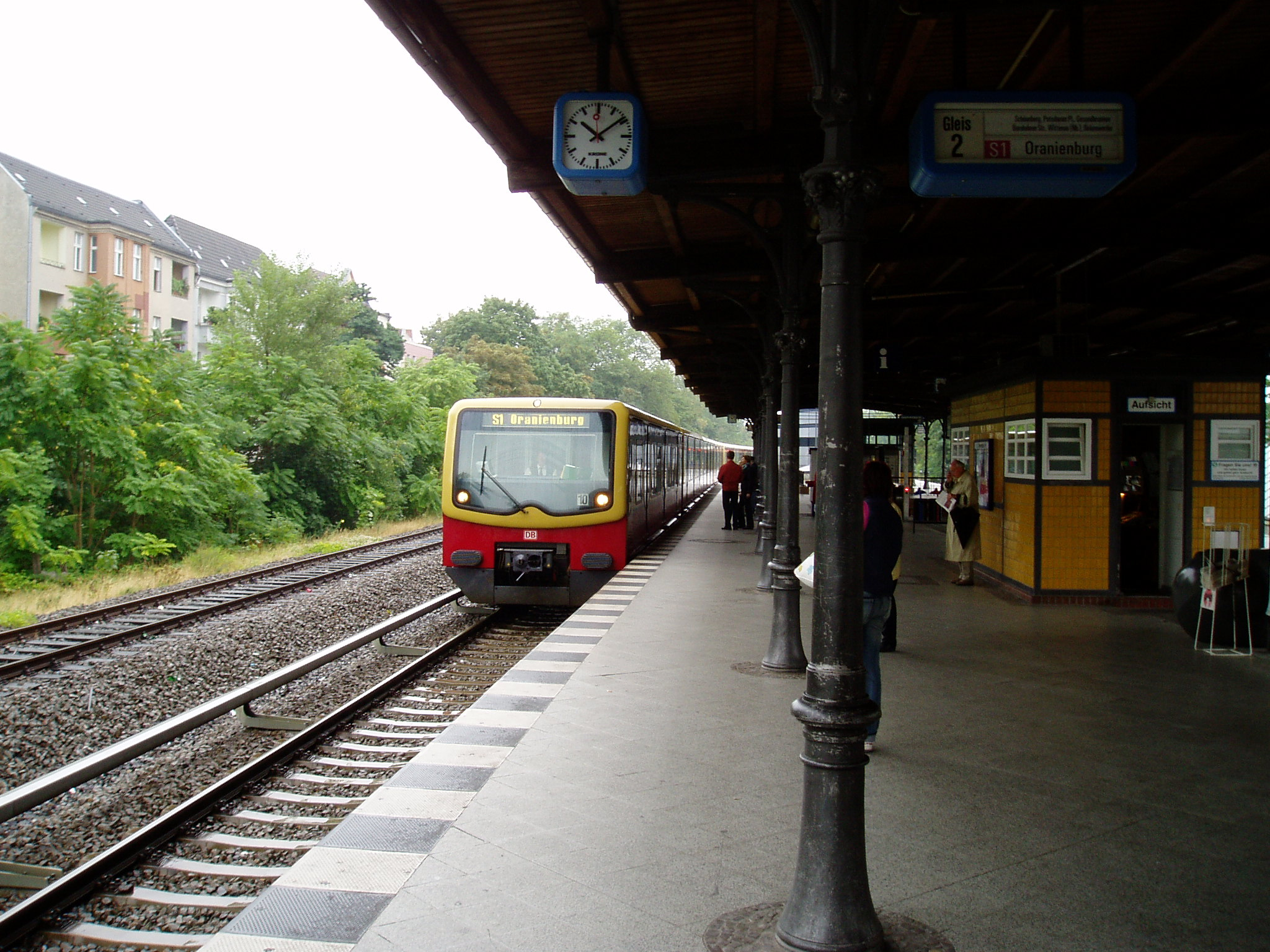
S-Bahnsteig mit aus Richtung Süden einfahrendem Zug

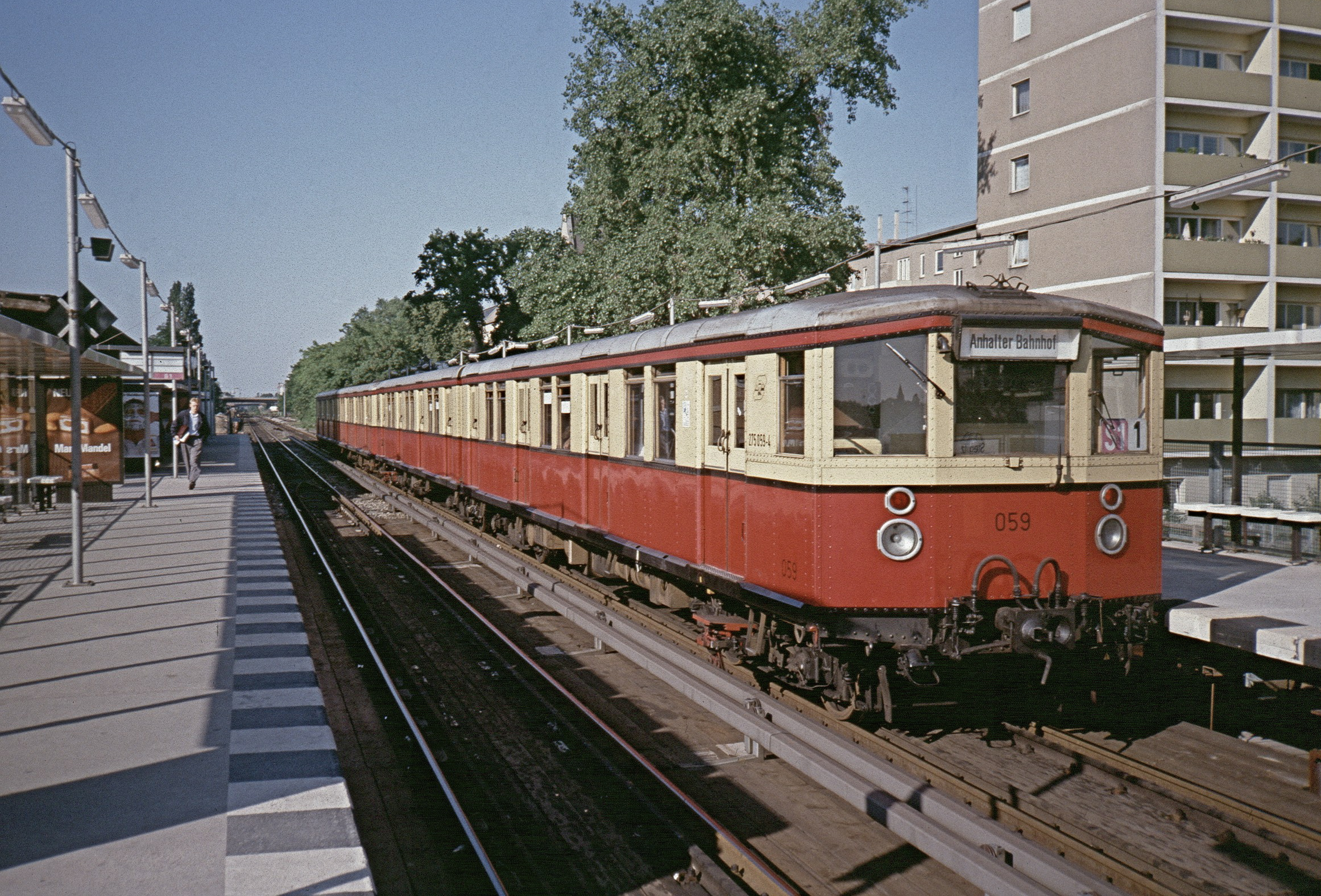
Provisorische Bahnsteige während des Umbaus 1989, S-Bahn-Zug auf den Fernbahngleisen

Der Bahnhof Stegelitz (seit etwa 1870: Steglitz) an der Stammbahn nach Potsdam wurde als einer der ersten deutschen Bahnhöfe am 13. Juni 1839 eröffnet (siehe Geschichte der Eisenbahn in Deutschland), bereits 1845 wieder geschlossen und 1864 erneut in Betrieb genommen. Nach dem Eisenbahnunfall von Steglitz im Jahr 1883 wurden die Gleise zwischen 1884 und 1886 in Hochlage verlegt und der Bahnhof entsprechend umgebaut. Der Stationsname ab 1920 war Berlin-Steglitz.
Die im Oktober 1891 eröffnete Neue Wannseebahn wurde vom Potsdamer Bahnhof/Wannseebahnhof über den Bahnhof Steglitz bis zum Bahnhof Zehlendorf mit 750 V Gleichspannung (Bahnstrom) elektrifiziert. Dies ermöglichte von 1900 bis 1902 einen Versuchsbetrieb mit elektrischen Zügen im Vorortverkehr vom Potsdamer Bahnhof über Steglitz bis Zehlendorf. Auf der Wannseebahn begann der reguläre elektrische Betrieb erst im Mai 1933 gegen Ende der „Großen Elektrisierung“.
Der Bahnhof befindet sich unmittelbar neben der Bundesautobahn 103 (Westtangente). 1965 musste das alte Bahnhofsgebäude aus dem Jahr 1873 dem Bau der Autobahn weichen. Erhalten geblieben sind die 1910 errichteten Gebäude am Osteingang Albrechtstraße Ecke Berlinickestraße. Sie stehen unter Denkmalschutz. Als Ersatz für die Diensträume im Bahnhofsgebäude erhielt die Deutsche Reichsbahn im Erdgeschoss des Gebäudes Berlinickestraße 13 (Ecke Mittelstraße) Büroräume, die bis Anfang der 1990er Jahre auch dem Verkauf von Fernfahrkarten dienten.
Im September 1980 fuhren, wie auf sehr vielen Strecken in West-Berlin, nach dem zweiten Reichsbahnerstreik keine S-Bahnen mehr auf der Wannseebahn. Am 1. Februar 1985 eröffneten die BVG den Verkehr auf der Strecke wieder. Von Ende 1988 bis August 1990 wurde die S-Bahn vorübergehend an die Gütergleise (ehemalige Fernbahngleise zum Potsdamer Bahnhof) verlegt, und zwei provisorische Außenbahnsteige entstanden. In Anpassung an den U-Bahnhof trägt der S-Bahnhof seit dem 31. Mai 1992 den Namen Rathaus Steglitz.
Seit Mitte 2015 erfolgt die Zugabfertigung durch den Triebfahrzeugführer mittels Führerraum-Monitor (ZAT-FM).
Zwei Durchgänge führen unter den Gleisen, von ihnen führen Treppen zum S-Bahnsteig. Am südwestlichen Durchgang gibt es einen Aufzug zum Bahnsteig, sodass dieser barrierefrei erreichbar ist. Eine direkte bauliche Verbindung zwischen S-Bahn- und U-Bahn-Station gibt es nicht, direkt gegenüber des südwestlichen Zugangs zur S-Bahn befindet sich unter der Autobahn ein Zugang zum unterirdischen Verteilergeschoss des U-Bahnhofs.

## U-Bahnhof

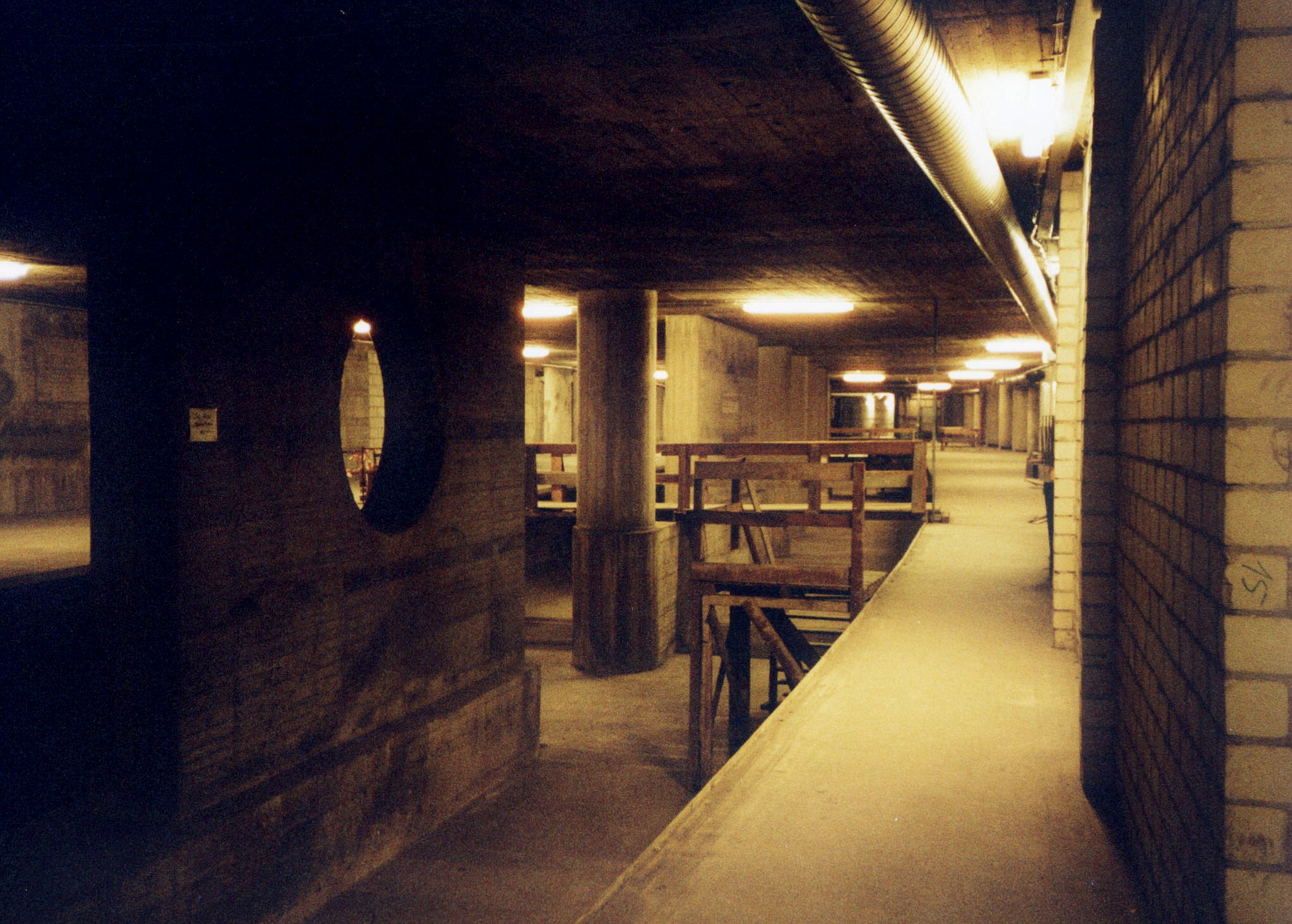
Eigentlich für die U9 vorgesehener Bahnsteig

Der U-Bahnhof wurde im Zusammenhang mit der Verlängerung der Linie U9 vom Walther-Schreiber-Platz bis Rathaus Steglitz am 30. September 1974 eröffnet. Der Bahnhof, der im BVG-Bahnhofsverzeichnis mit Rzu bezeichnet wird, besitzt sowohl Lauf- und Fahrtreppen als auch einen Aufzug und ist damit barrierefrei.
Die Senatsverwaltung ließ darüber hinaus auch einen zweiten Tunnel für eine im 200-Kilometer-Plan von 1955 vorgesehene Line F, später U10 errichten. So baute man von der Kreuzung Bundesallee/Rheinstraße durch die Schloßstraße bis zum Hermann-Ehlers-Platz einen doppelgeschossigen Tunnel für die U9 und U10. Die U10 sollte ursprünglich über Klinikum Steglitz (heute: Campus Benjamin Franklin der Charité) zur Drakestraße (Wiesenbaude) führen. Die Planungen für die U10 genossen bis 1984 hohe Priorität, verloren allerdings danach wegen des Parallelverkehrs zur S-Bahn an Bedeutung und wurden 1993 endgültig eingestellt.
Die eigentlich für die U9 vorgesehenen Gleise machen am Rathaus Steglitz einen großen Schwenk in Richtung S-Bahnhof. Bereits seit der Eröffnung benutzt die U9 die Gleise der U10 mit einem Mittelbahnsteig. Grund ist, dass der Platz für die nötige Kehranlage erst hinter dem Tunnel zum S-Bahnhof gewesen wäre, was eine Erlaubnis der Deutschen Reichsbahn erfordert hätte. Nach der Betriebsübernahme der S-Bahn in West-Berlin durch die BVG 1984 konnte der Tunnel unter der S-Bahn-Trasse verlängert werden. Die Arbeiten wurden unter Aufrechterhaltung des S-Bahn-Betriebs 1989 und 1990 durchgeführt. Dazu wurden an den Gütergleisen – mit Genehmigung der Deutschen Reichsbahn – seitliche Behelfsbahnsteige für die S-Bahn erstellt. Gleichzeitig wurden für die Albrechtstraße höhere Brücken eingebaut, damit auch Doppeldeckbusse die Unterführung benutzen konnten.
Die Seitenbahnsteige für die U9 sind im Rohbau vorhanden und dienten bis zur politischen Wende als Senatslager, u. a. für Notbetten. Durch die Verwendung des U10-Bahnsteigs verlängern sich die Umsteigewege zur S-Bahn erheblich. Eine Verlängerung der U9 bis Lankwitz bleibt langfristig geplant, der Bau der Strecke zur Drakestraße unabhängig von der Realisierung der U10 nicht mehr.

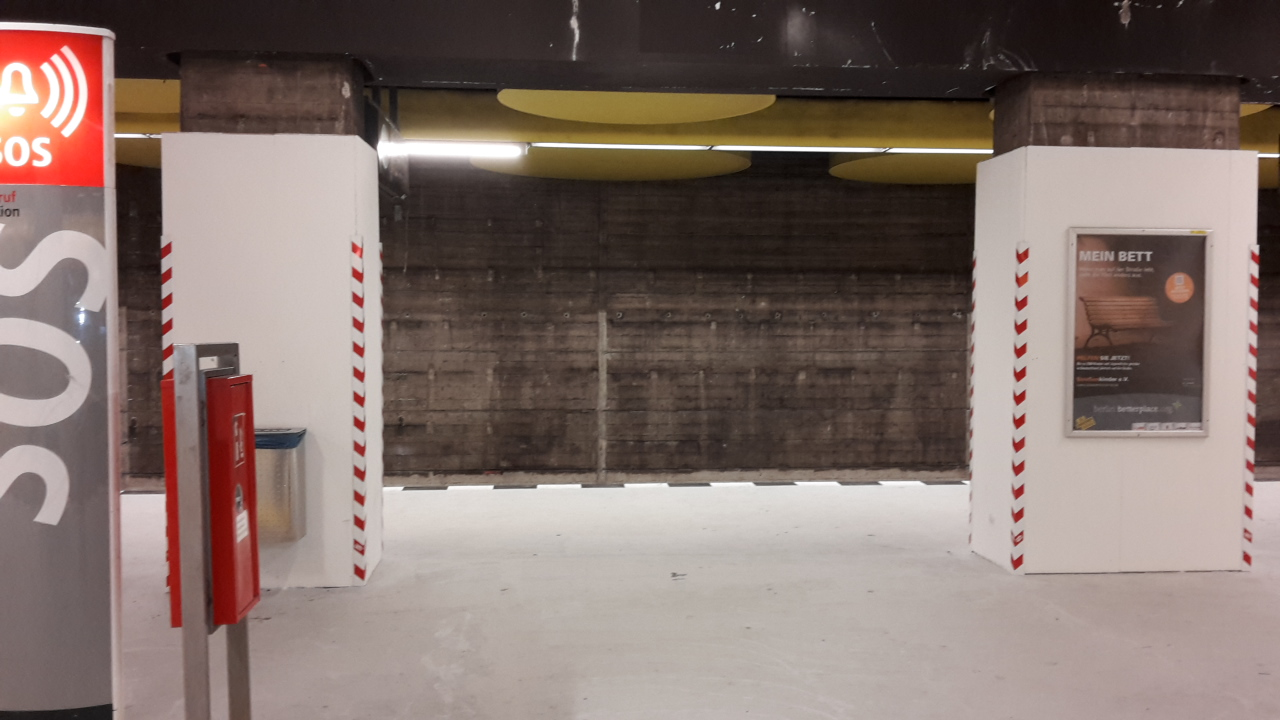
Bahnsteig während der Sanierung (2016)

Im Untergrund ließ die BVG außerdem ein großes Unterführungsbauwerk errichten, sodass direkte Zugangswege zum Steglitzer Kreisel und zum Rathaus Steglitz bestehen. Wie damals üblich entwarf der Senatsarchitekt Rainer Rümmler die Konzeption für den Bahnhof. Rümmler verwendete große Wandelemente in den Farben Rot und Silber, der Bahnhofsschriftzug „Rathaus Steglitz“ dominiert die Gestaltung. An der Decke befinden sich überdimensionale – dem Stil der 1970er Jahre entsprechende – Kreiselemente, die als Abdeckung für die Bahnhofslampen dienen. In der Fußgängerpasserelle wacht eine große Stahlblechskulptur des aus der griechisch-römischen Mythologie stammenden Höllenhundes Zerberus, der von Waldemar Grzimek entworfen wurde. Darüber hinaus findet sich an der Nordostwand eine Installation mit den Schriftzügen aller Weltmetropolen, die zum Zeitpunkt der Eröffnung des Bahnhofs im Jahr 1974 eine U-Bahn besaßen. Das Unterführungsbauwerk wird von vielen auch aufgrund der langen Umsteigewege als unübersichtlich empfunden, was auch der Grund war, warum Teile davon bereits um 1988 von der BVG geschlossen wurden. So gab es früher auch einen dritten Zugang zum in Betrieb befindlichen Bahnsteig, dieser wurde dabei ebenfalls geschlossen (im November 2018 wurde er als Ersatz für die im Zuge der Sanierungsarbeiten gesperrte Rolltreppe provisorisch wiedereröffnet).
Im Jahr 2005 wurden Teile des U-Bahnhofs renoviert und im März 2006 das Einkaufszentrum Das Schloss eröffnet. Es entstand neben dem alten Steglitzer Rathaus und besitzt direkte Zugangswege zum U-Bahnhof.
Für 2013 plante die BVG eine Grundinstandsetzung und den barrierefreien Ausbau der Station. 23,2 Millionen Euro sollen hierfür investiert werden. Zwischenzeitlich wurde die Sanierung verschoben und 2015 begonnen. 2022 ist ein Ende der Sanierung absehbar.

## Anbindung
| Linie | Verlauf |
| ----- | --- |
|       | Oranienburg – Lehnitz – Borgsdorf – Birkenwerder – Hohen Neuendorf – Frohnau – Hermsdorf – Waidmannslust – Wittenau (Wilhelmsruher Damm) – Wilhelmsruh – Schönholz – Wollankstraße – Bornholmer Straße – Gesundbrunnen – Humboldthain – Nordbahnhof – Oranienburger Straße – Friedrichstraße – Brandenburger Tor – Potsdamer Platz – Anhalter Bahnhof – Yorckstraße (Großgörschenstraße) – Julius-Leber-Brücke – Schöneberg – Friedenau – Feuerbachstraße – Rathaus Steglitz – Botanischer Garten – Lichterfelde West – Sundgauer Straße – Zehlendorf – Mexikoplatz – Schlachtensee – Nikolassee – Wannsee |
|       | Osloer Straße – Nauener Platz – Leopoldplatz – Amrumer Straße – Westhafen – Birkenstraße – Turmstraße – Hansaplatz – Zoologischer Garten – Kurfürstendamm – Spichernstraße – Güntzelstraße – Berliner Straße – Bundesplatz – Friedrich-Wilhelm-Platz – Walther-Schreiber-Platz – Schloßstraße – Rathaus Steglitz |

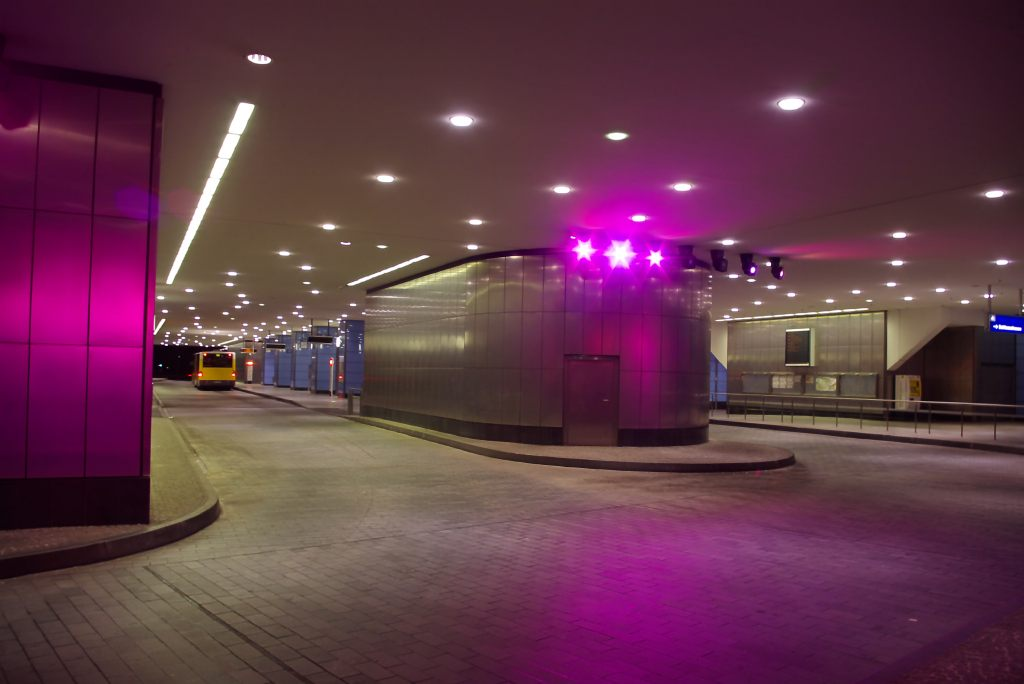
Busbahnhof im Steglitzer Kreisel

Die Bahnhöfe werden von der Linie S1 der S-Bahn sowie der Linie U9 der U-Bahn bedient. Rathaus Steglitz ist zudem der wichtigste Bus-Umsteigeknoten im Berliner Südwesten. An den Haltestellen in der Schloßstraße, in der Albrechtstraße und in der Kuhligkshofstraße halten die Omnibuslinien M48, M82, M85, X83, 170, 186, 188, 282, 283, 284, 285, 380, N9 und N88. Zur leichteren Orientierung sind die Haltestellen nach neun Positionen geordnet, wobei sich die Position 6, 7 und 8 im Busbahnhof im Steglitzer Kreisel befinden.

## Güterbahnhof Steglitz

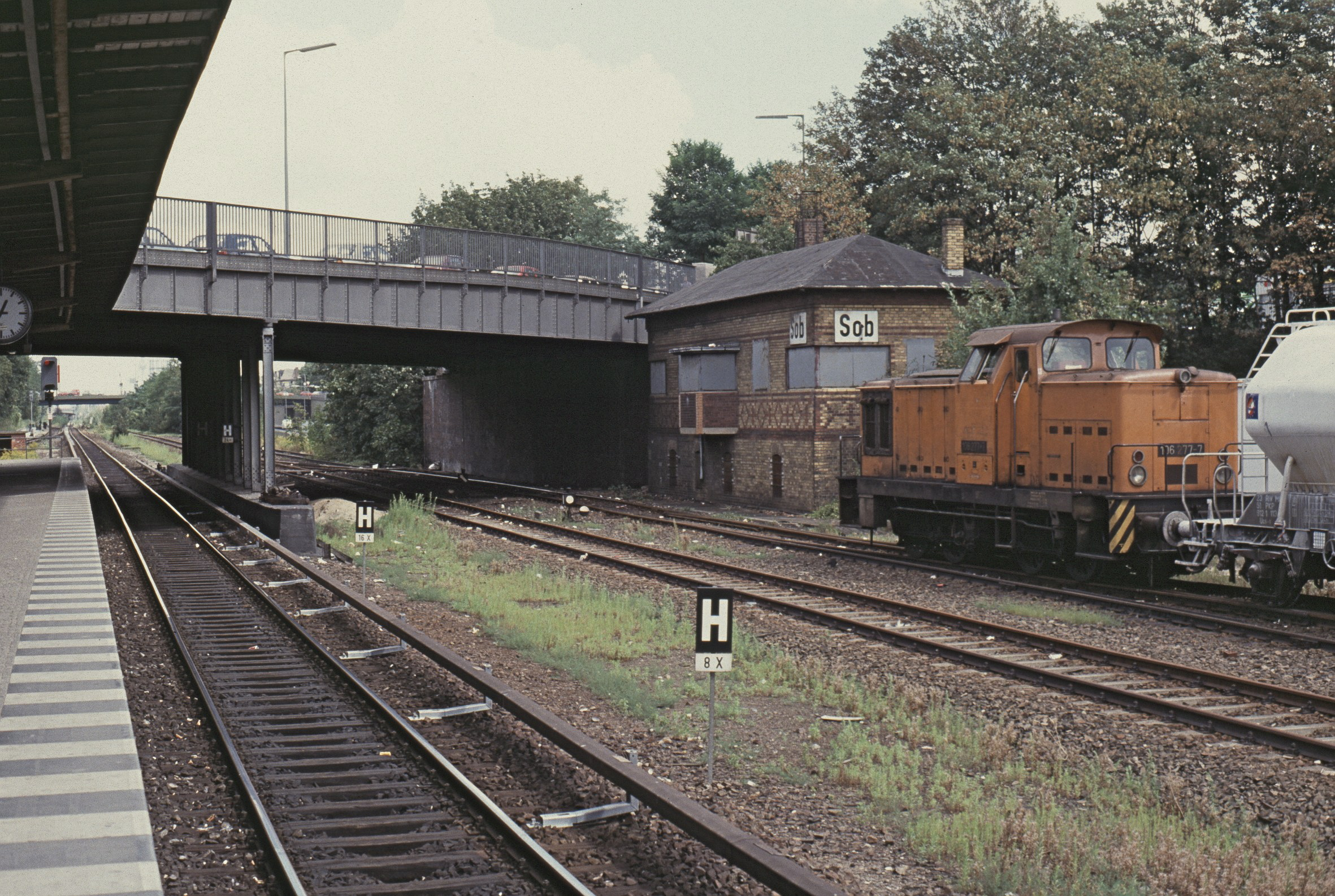
Stellwerk Sob des Güterbahnhofs an der Feuerbachbrücke, links der Bahnsteig des S-Bahnhofs Feuerbachstraße, 1990

Auf der Ostseite der Gleistrasse, an den ehemaligen Gleisen der Stammbahn, erstreckte sich zwischen der Albrechtstraße und der Feuerbachbrücke der Güterbahnhof Steglitz. Er ist aufgelassen und die Fläche ist weitgehend überbaut.